# Cirolana arafurae
Cirolana arafurae är en kräftdjursart som beskrevs av Bruce 1986. Cirolana arafurae ingår i släktet Cirolana och familjen Cirolanidae. Inga underarter finns listade i Catalogue of Life.